# جایزه انترالیه

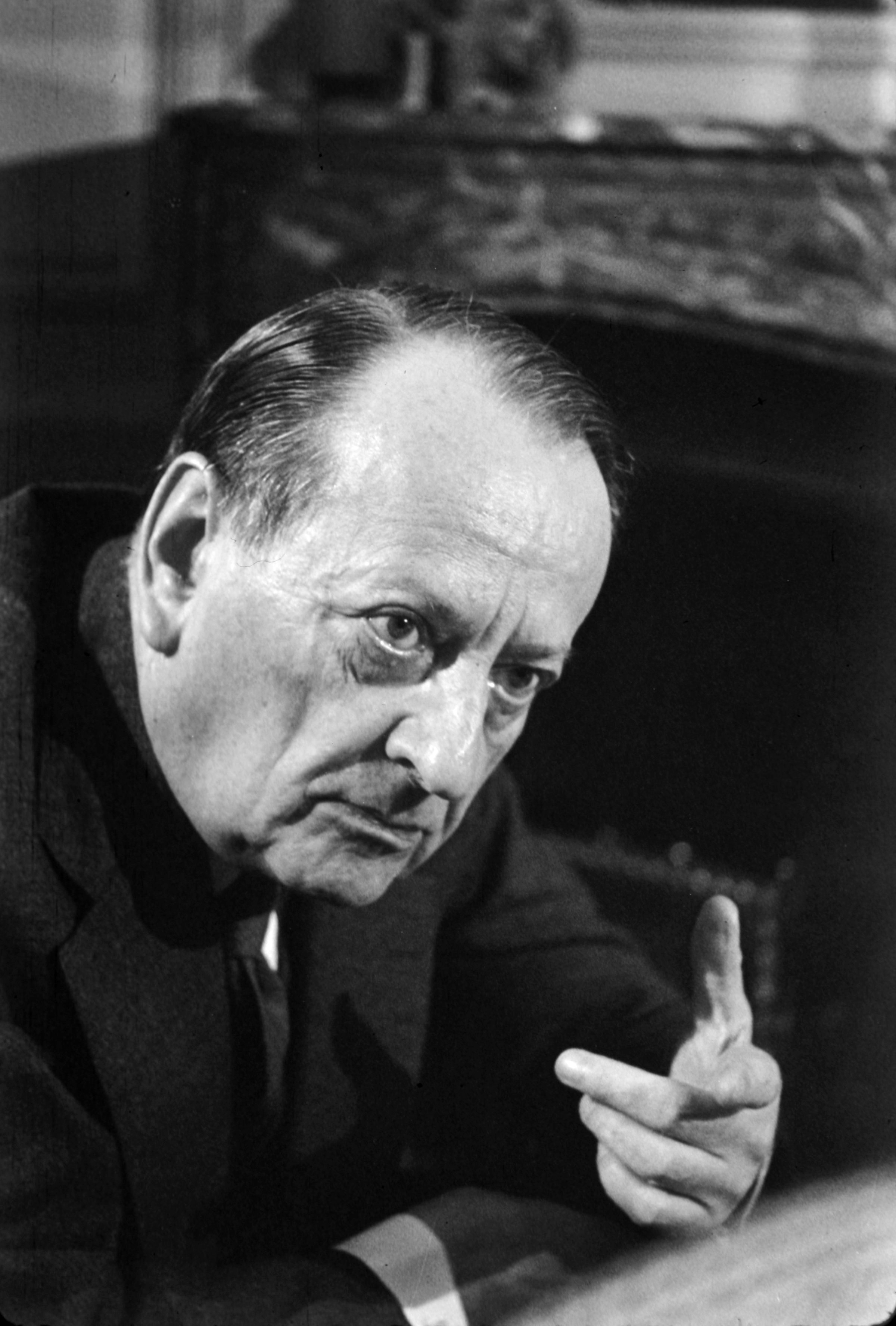
آندره مالرو

جایزه انترالیه (به فرانسوی: The prix Interallie)، جایزه ادبی فرانسوی است که اعطاء می‌شود. هر سال در ماه دسامبر، در حدود یک هفته بعد از اعلام جایزه گنکور برای بهترین رمان سال اعطاء می‌شود. رمان برنده باید مضمونی جهانی و عامه پسند داشته باشد. برای جایزه هر نویسنده ای را ممکن است نامزد کنند اما روزنامه نگاران مقدم داشته می‌شوند. اعطای جایزه که با مهمانی ناهار همراه است، نخستین بار در سال ۱۹۳۰ به وسیلهٔ جمعی ژورنالیست که در مورد برنده داوری می‌کنند انجام گرفت و جایزه نقدی نیست.

## برندگان
| سال  | نام برنده           | نام اثر              | یادداشت |
| ---- | ------------------- | -------------------- | ------- |
| ۱۹۳۰ | آندره مالرو         | شاهراه               |         |
| ۱۹۳۷ | رومن روسل           | درۀ بی بهار          |         |
| ۱۹۵۷ | پل گیمار            | کوچه هارو            |         |
| ۱۹۵۸ | برتران پوارو-دلپش   | Le Grand Dadais      |         |
| ۱۹۶۴ | رنه فاله            | Paris au mois d'août |         |
| ۱۹۶۹ | پیر شوئندورفر       |                      |         |
| ۱۹۷۰ | میشل دئون           |                      |         |
| ۱۹۷۳ | لوسین بودار         |                      |         |
| ۱۹۹۱ | سباستین ژاپریسو     |                      |         |
| ۲۰۰۰ | پاتریک پواور داروور |                      |         |
| ۲۰۰۳ | فردریک بگبدر        |                      |         |
| ۲۰۰۵ | میشل ولبک           |                      |         |